# Elizabeth Yarnold
Elizabeth Anne Yarnold, nota Lizzy (Maidstone, 31 ottobre 1988) è una skeletonista britannica, capace di vincere almeno una medaglia d'oro in tutte le competizioni internazionali più importanti, tra cui l'oro olimpico di Soči 2014 e di Pyeongchang 2018, il titolo mondiale di Winterberg 2015, quello europeo di Igls 2015 e il titolo iridato juniores di Igls 2012. Ha inoltre vinto la Coppa del Mondo nella stagione 2013/14.

## Biografia
Lizzy Yarnold, che prima di dedicarsi allo skeleton ha praticato l'atletica leggera, in particolare la disciplina dell'eptathlon, compete dal 2010 per la squadra nazionale britannica, partecipando inizialmente ai circuiti minori di Coppa Europa, in cui si piazzò seconda al termine della stagione 2010/11, e di Coppa Intercontinentale, dove fu nona nel 2011/12. Si mise in luce nelle categorie giovanili vincendo la medaglia d'argento ai mondiali juniores di Park City 2011 e conquistando l'oro nell'edizione di Igls 2012.
Esordì in Coppa del Mondo il 13 gennaio 2012 a Schönau am Königssee, a metà della stagione 2011/12, piazzandosi al quattordicesimo posto ed ottenne il suo primo podio nonché la sua prima vittoria esattamente sette giorni dopo nella tappa di Sankt Moritz. Ha trionfato in classifica generale nella stagione 2013/14.
Ha preso parte a due edizioni dei Giochi olimpici invernali: a Soči 2014 vinse la medaglia d'oro davanti alla statunitense Noelle Pikus-Pace, che fu argento, e all'atleta di casa Elena Nikitina, bronzo. Quattro anni dopo, a Pyeongchang 2018, vinse nuovamente l'oro nel singolo, regalando alla Gran Bretagna il terzo alloro olimpico nello skeleton femminile in tre edizioni consecutive e avendo inoltre l'onore di sfilare quale portabandiera della delegazione britannica durante la cerimonia inaugurale.
La Yarnold conta anche quattro partecipazioni ai campionati mondiali con tre medaglie conquistate nel singolo tra cui spicca l'oro vinto a Winterberg 2015, ultimo successo che le mancava per ottenere il Grande Slam (Olimpiadi, Mondiali, Europei e Coppa del Mondo); fu invece bronzo sia a Lake Placid 2012 che a Schönau am Königssee 2017. Nella gara a squadre ha totalizzato un settimo posto finale nell'edizione di Sankt Moritz 2013. Alle rassegne continentali vanta come miglior risultato l'oro di Igls 2015.
Nel settembre 2015 annunciò che sarebbe stata lontano dalle gare per circa un anno per problemi legati al burnout da stress, saltò infatti l'intera annata 2015/16 per poi ripresentarsi ai nastri di partenza all'inizio della stagione 2016/17.
A seguito del trionfo olimpico di Soči 2014, la Yarnold è stata insignita del titolo di Membro dell'Ordine dell'Impero Britannico (MBE) e quattro anni dopo gli è stata conferita anche l'onorificenza di grado immediatamente superiore: quella di Ufficiale dell'Ordine dell'Impero Britannico (OBE).
Insieme al russo Aleksandr Tret'jakov è l'unica atleta ad essersi aggiudicata almeno una volta tutti e cinque i trofei internazionali più prestigiosi (olimpiadi, mondiali, europei, mondiali juniores e coppa del mondo).

## Palmarès

### Olimpiadi
- 2 medaglie:
  - 2 ori (singolo a Soči 2014, singolo a Pyeongchang 2018).

### Mondiali
- 3 medaglie:
  - 1 oro (singolo a Winterberg 2015);
  - 2 bronzi (singolo a Lake Placid 2012; singolo a Schönau am Königssee 2017).

### Europei
- 1 medaglia:
  - 1 oro (singolo ad Igls 2015).

### Mondiali juniores
- 2 medaglie:
  - 1 oro (singolo ad Igls 2012);
  - 1 argento (singolo a Park City 2011).

### Coppa del Mondo
- Vincitrice della classifica generale nel 2013/14.
- 19 podi (tutti nel singolo):
  - 11 vittorie;
  - 5 secondi posti;
  - 3 terzi posti.

#### Coppa del Mondo - vittorie
| Data             | Luogo                | Paese       | Disciplina |
| ---------------- | -------------------- | ----------- | ---------- |
| 20 gennaio 2012  | Sankt Moritz         | Svizzera    | singolo    |
| 9 febbraio 2012  | Calgary              | Canada      | singolo    |
| 29 novembre 2013 | Calgary              | Canada      | singolo    |
| 15 dicembre 2013 | Lake Placid          | Stati Uniti | singolo    |
| 4 gennaio 2014   | Winterberg           | Germania    | singolo    |
| 17 gennaio 2014  | Igls                 | Austria     | singolo    |
| 12 dicembre 2014 | Lake Placid          | Stati Uniti | singolo    |
| 16 gennaio 2015  | Schönau am Königssee | Germania    | singolo    |
| 7 febbraio 2015  | Igls                 | Austria     | singolo    |
| 8 febbraio 2015  | Igls                 | Austria     | singolo    |
| 14 febbraio 2015 | Soči                 | Russia      | singolo    |

### Circuiti minori

#### Coppa Europa
- Miglior piazzamento in classifica generale: 2ª nel 2010/11;
- 5 podi (nel singolo):
  - 2 vittorie;
  - 2 secondi posti;
  - 1 terzo posto.

#### Coppa Intercontinentale
- Miglior piazzamento in classifica generale: 9ª nel 2011/12;
- 8 podi (nel singolo):
  - 2 vittorie;
  - 1 secondo posto;
  - 1 terzo posto.